# Келлис
Келлис — руины в окрестностях оазиса Дахла, Египет на месте поселения, существовавшего там в эллинистическую, римскую и византийскую эпохи. Местными жителями называется Исмант эль-Хараб («руины Исманта»), по названию близлежащей деревни с тем же именем. Келлис находится в центре оазиса, с восточной стороны обрабатываемой в настоящее время его части. Археологические исследования в Келлисе начались в XIX веке и продолжаются в настоящее время. На протяжении римской эпохи вплоть до третьей четверти III века Исмант эль-Хараб процветал, о чём свидетельствуют обнаруженные храмовые комплексы, бани, зоны жилой застройки, монументальные захоронения. Обнаружены две церкви IV века, один в восточной части Келлиса, другой в западной. В рамках Dakhleh Oasis Project Келлис имеет номер 31/420-D6-1. К Келлису также относят несколько обширных примыкающих к нему кладбищ. К IV веку жители Келлиса были преимущественно христианами, но существовала и значительная манихейская община.

## История изучения
Археологический памятник занимает участок размеров 1050 метров на 650 метров. Первые несколько десятилетий после начала египтологических исследований европейских путешественников привлекали преимущественно памятники долины Нила, и только в начале 1819 года в оазис Дахла прибыли первые европейцы — сэр Арчибальд Эдмонстоун и итальянец Бернардино Дроветти. Эдмонстоун обнаружил в оазисе примечательные развалины римской эпохи, включая развалины города Тримитис и храмы Дейр эль-Хаггара, и описал увиденное в своих путевых заметках. Именно там в 1873 году начал свои раскопки Герхард Рольфс. В 1900 году немецкий востоковед Бернхард Мориц обнаружил в Исмант-эль-Харабе скрытые песком изображения. 4 февраля он с помощью местных жителей начал очищать от песка центральную камеру большого южного мавзолея. На одной из хорошо сохранившихся облицованных камнем стен сооружения высотой 2.7 метра были обнаружены изображения. На основании предложенной археологом Фридрихом фон Биссингом Мориц выполнил их описание. В 1908 году изображения сфотографировал американский египтолог Герберт Винлок. В следующий раз изображения осматривал в 1917 году египетский инспектор службы древностей и зафиксировал их повреждения. К 1920 году камни из мавзолея были похищены. Винлок также описал и сфотографировал своды и купола в Исмант эль-Хараб, также утраченные в 1920 году. Свои наблюдения он опубликовал в 1936 году. Последний европейский археолог любитель, работавший в Дахле до Второй мировой войны, Ханс Винклер, не уделил внимание римским древностям.
Послевоенное изучение памятников Дахлы началось с обследований и раскопок, предпринятых египетским археологом Ахмедом Фахри. В 1978 году в оазисе начал работу Французский институт восточной археологии (IFAO), тогда же в Келлисе начал раскопки Dakhleh Oasis Project (DOP).